# Lijst van straten in Hilversum
Dit is een lijst van straten in Hilversum en hun oorsprong/betekenis.

## #
- 's-Gravelandseweg - weg naar 's-Graveland.
- 't Zand - veldnaam
- 1e Loswal - ligt aan de eerste havenarm van de haven.
- 1e Nieuwstraat - dankt zijn naam als eerste dwarsstraat van de Gasthuisstraat.
- 1e Oosterstraat - dankt zijn naam aan de ligging ten opzichte van het oude dorp.
- 2e Loswal - in de haven van Hilversum en grenzend aan de Derde Havenarm. Ontsloten via de Nieuwe Havenweg.
- 2e Nieuwstraat - loopt evenwijdig aan de 1e Nieuwstraat, via de Gasthuisstraat verbonden met de Havenstraat.
- 2e Oosterstraat - zijstraat van de Havenstraat.
- 3e Havenarm - loopt aan de westzijde van de derde havenarm.
- 3e Oosterstraat - zijstraat van de Havenstraat.

## A
- Aardjesberg - De Aardjesberg is een 15 meter hoge heuvel op de Westerheide bij Hilversum.
- Abdij van Eltenplantsoen - vernoemd naar de abdij die graaf Wichman IV voor zijn dochter in Elten stichtte.
- Abel Tasmanstraat - Abel Tasman, Nederlands ontdekkingsreiziger in dienst van de VOC.
- Acaciapark - vernoemd naar de plant acacia
- Achter Sint Vitus - Sint-Vituskerk
- Achterom - was sluiproute indien de Groest weer eens onder water stond.
- Acropolis - Akropolis, nieuwe straat in het Arenapark vernoemd naar een Griekse bouwkundige term.
- Adelaarstraat - adelaar of arend, roofvogel
- Admiraal de Ruyterlaan - Michiel Adriaenszoon de Ruyter, Nederlandse admiraal (1607-1676)
- Akkerweg - dankt zijn naam aan de loop naar de toenmalige akkers Ouden Engh en Westenhul.
- Albertus Perksteeg - doodlopend zijweggetje van de Albertus Perkstraat.
- Albertus Perkstraat - Albertus Perk (1795-1880), notaris, gemeentesecretaris en ontvanger. Woonde in 'het huis met de kettingen aan de 's-Gravelandseweg, op de hoek van de straat die sinds 1883 zijn naam draagt.
- Alexanderlaan - loopt van de Soestdijkerstraatweg naar de Oude Amersfoortseweg. Vernoemd naar Alexander van Oranje-Nassau (1851-1884). Prins van Oranje die in zijn korte leven altijd kroonprins is gebleven.
- Ambrosiushof - Ambrosius van Milaan, kerkvader. Hij was bisschop van Milaan, en schreef veel werken over de Kerk.
- Amersfoortsestraatweg - loopt parallel aan rijksweg Amsterdam - Amersfoort. Op Hilversums grondgebied ligt het gedeelte bij Legerplaats Crailo.
- Ampèrestraat - André-Marie Ampère, Frans natuur- en wiskundige die algemeen wordt beschouwd als een van de ontdekkers van het elektromagnetisme.
- André van Duinboulevard, weg op het Media Park, vernoemd naar komiek, revueartiest, zanger, acteur, regisseur, presentator, tekstschrijver en programmamaker André van Duin.
- Anemonestraat - oostelijke zijstraat van de Bosdrift. Sluit aan op de Papaverstraat. De straat is vernoemd naar de plantensoort anemoon.
- Anjelierstraat - verbindt de Tulpstraat met de Rozenstraat, genoemd naar de plantensoort anjelier
- Annie M.G. Schmidtstraat - nieuw straatje in de nieuwbouwwijk Anna's Hoeve, vernoemd naar schrijfster en tekstschrijfster Annie M.G. Schmidt
- Anthonius Brouwerstraat - Antonius Brouwer (1827-1908), eerst huisschilder, later kunstschilder o.a. van veel staties in de Sint-Vituskerk.
- Ankeveensepad - loopt als voet- en fietspad van de Bachlaan naar de Oude Meentweg. Had oorspronkelijk de functie van verbindingsweg naar Ankeveen.
- Anthony Fokkerweg - Anthony Fokker, Nederlands vliegtuigpionier.
- Anton Philipsweg - Anton Philips, Nederlands ondernemer en mede-oprichter van Philips.
- Arena - nieuwe straat in het Arena Park, vernoemd naar term uit de sport.
- Arendstraat - loopt tussen de Liebergerweg en de Mussenstraat, vernoemd naar de roofvogel arend
- Arminiushof - Jacobus Arminius, latinisering van Jacobus Hermansz(oon), Nederlandse predikant en godgeleerde tijdens het begin van de Tachtigjarige Oorlog.
- Arubalaan - verbindt de Huydecopersweg (eerste deel) met de Curaçaolaan. Vernoemd naar het eiland Aruba.
- Asterstraat - zijstraat van de Diependaalselaan, genoemd naar de plantensoort aster.
- Athene - nieuwe straat in het Arenapark, vernoemd de Griekse hoofdstad Athene.
- Augustinushof - Augustinus van Hippo, ook wel Aurelius Augustinus, kerkvader.
- Azaleastraat - zijstraat van de Neuweg; de azalea is een plantensoort.

## B
- Bachlaan - Johann Sebastian Bach, Duits componist en veelzijdig musicus.
- Badhuislaan - loopt met een haakse bocht van de Vaartweg naar de Couperusweg, vernoemd naar de voormalige bad- en zweminrichting bij de Gooise Vaart. Later werd in deze straat ook een bad- en zweminrichting gebouwd.
- Baerbergen - Baerbergen is oorspronkelijk het gebied ten oosten van de Jan van der Heijdenstraat, ongeveer tussen de Eemnesserweg en de Lorentzweg en het verlengde van deze beide wegen (over het huidige Kamrad) Baer heeft hier de betekenis 'kaal','niet bebost'.
- Bakkerstraat - verbindt de Kleine Drift met de Ampèrestraat. De bekende Hilversumse bakker J.M. van Dongen liet hier de huizen bouwen.
- Banckertlaan - verbinding van de Van Ghentlaan met de Van Brakellaan in de zeeheldenbuurt; naar Adriaen Banckert, een 17e-eeuwse Nederlandse admiraal.
- Barend en Van Dorpweg - weg op het Media Park evenwijdig aan de Mies Boumanboulevard, vernoemd naar Barend & Van Dorp.
- Bart de Graaffweg, weg op het Media Park, vernoemd naar televisiepresentator, programmamaker en oprichter BNN Bart de Graaff.
- Beatrixtunnel - weg door de gelijknamige tunnel, inclusief de beide toegangswegen. De tunnel is vernoemd naar Prinses Beatrix. Heette gedurende de bezetting op last van de Duitsers Tunnel.
- Beethovenlaan - Ludwig van Beethoven, Duits componist, musicus, virtuoos en dirigent.
- Beetslaan - Nicolaas Beets, ook bekend onder het pseudoniem Hildebrand, Nederlandse auteur, dichter, predikant en hoogleraar.
- Begoniastraat - zijweg van de Bosdrift, venoemd naar de plantensoort begonia.
- Beijerincklaan - Jan Anne Beijerinck, Nederlands waterbouwkundige. Hij is vooral bekend vanwege de droogmaking van de Haarlemmermeer en een ontwerp voor gedeeltelijke droogmaking van de Zuiderzee, het zogenaamde Plan Beijerinck.
- Bellstraat - in de wijk met uitvindersnamen, zijstraat van de Jan van der Heijdenstraat, uitkomend op de Ampèrestraat; genoemd Alexander Graham Bell, Schots uitvinder.
- Beresteinseweg - vernoemd naar voormalig landgoed Beeresteyn te 's Graveland.
- Bergweg - steile weg over de heuvel Boomberg.
- Berkenlaan - zijstraat van de Utrechtseweg in de bomenbuurt, genoemd naar de boomsoort berk
- Berlagelaan - langs de Noorder Begraafplaats; naar Hendrik Petrus Berlage, architect
- Besselstraat - van de Van de Sande Backhuyzenstraat naar de S. Hoogerwerffstraat; naar Friedrich Bessel
- Betje Wolfflaan - Betje Wolff, schrijfster
- Beukenlaan - beuk, boomsoort
- Beverlaan - bever, knaagdier
- Biersteeg - 18de-eeuwse bierstekerij van Jan Alberts, slijter aan de Groest hoek Biersteeg
- Biezenmeent - bies, hoog gewas
- Bijenmeent - bij, insect
- Bilderdijklaan - Willem Bilderdijk, Nederlands geschiedkundige, taalkundige, dichter en advocaat
- Binnendoor - kort doodlopend straatje vanaf het Achterom
- Binnenweg - dankt zijn naam naar de oorspronkelijke loop door het Spanderswoud.
- Birkenheuvelweg - veldnaam waarbij de berk de begroeiing aangeeft
- Bisonlaan - bison of bizon, geslacht van grote wilde runderen
- Blesbloklaan - grote antilopesoort uit Zuid-Afrika
- Bloemenmeent - naar bloem uit de florawereld
- Bloemstraat - anders dan de andere straten in de bloemenbuurt niet vernoemd naar een specifieke bloemsoort maar in het algemeen naar de bloem
- Blijdensteinlaan - Benjamin Willem Blijdenstein (1839-1914), directeur van de Twentsche Bank. Hij was destijds eigenaar van een groot aantal landerijen langs de 's-Gavelandseweg en bewoonde Huize Vogelenzang.
- Bodemanstraat - Jan Hendrik Bodeman, schilder van landschappen rond Hilversum.
- Boerhaavestraat - Herman Boerhaave, Nederlands arts, anatoom, botanicus, scheikundige en onderzoeker.
- Bonairelaan - Bonaire, Nederlands eiland in het Caribische deel van Nederland,
- Bonifaciuslaan - Bonifatius, evangelieprediker
- Bonnikestraat - Paul Maria Bonnike, geboren 5 augustus 1923 te Hilversum. Verzetsstrijder. In 1955 is de Bonnikestraat naar hem genoemd.
- Boomberglaan - langs de hoogte 'Boomberg', een van de heuvels waarop en waaromheen Hilversum is gebouwd.
- Bordetstraat - Jules Bordet (Zinnik, 13 juni 1870 – Brussel, 6 april 1961) was een Belgische immunoloog en microbioloog. In 1919 ontving Bordet voor zijn ontdekkingen op gebied van het immuunsysteem de Nobelprijs voor de Geneeskunde.
- Boreelstraat - Boreel, oud Nederlands geslacht vanaf het jaar 1401.
- Borneolaan - Borneo, eiland bij Indonesië.
- Bosboom Toussaintlaan - Geertruida Bosboom-Toussaint, Nederlands schrijfster van voornamelijk historische romans en novellen. Haar bekendste titels zijn Het Huis Lauernesse (historische roman, 1840) en Majoor Frans (eigentijdse roman, 1875).
- Bosdrift - schapendrift (het drijven van schapen over de weg) naar de Loosdrechtse heide en het Loosdrechtse Bos, onderdeel van het Gooierbos.
- Boslaan - dankt zijn naam als aangelegde looproute vanuit het Nimrodpark naar het Spanderswoud.
- Bosplein - plein in de bomenbuurt
- Bremlaan - brem, struik
- Brinkweg - Brink, historische benaming voor een met gras of bomen begroeid dorpsplein
- Buisweg - Dirk Joseph Buis, geboren op 29 maart 1919 te Medemblik, gefusilleerd op 12 april 1945 te Laren. Buis was lid van de sabotageploeg Het Gooi. Na een dropping is hij gearresteerd, en de volgende dag gefusilleerd. In 1959 is de Buisweg naar hem genoemd.
- Buizerdstraat - buizerd, roofvogel
- Busken Huetplein - Conrad Busken Huet, schrijver en literatuurcriticus
- Bussumergrintweg - oude verbindingsweg van Hilversum naar Bussum verhard met grint
- Bussumse Meerweg - oude verbindingsweg van Bussum naar het Naardermeer
- Bussumersteeg - doodlopend zijstraatje vanaf het Noordse Bosje nabij de Bussumerstraat
- Bussumerstraat -  was van oorsprong het eerste gedeelte van de oude verbindingsweg met Bussum
- Buys Ballotstraat - Christophorus Henricus Dedericus Buis Ballot (bekend als Buys Ballot), Nederlands meteoroloog, scheikundige en natuurkundige.

## C
- Calandstraat - Pieter Caland, (Zierikzee, 23 juli 1826 - Wageningen, 12 juli 1902) was een civiel ingenieur in dienst van Rijkswaterstaat. Hij ontwierp het plan voor de Nieuwe Waterweg en leidde de uitvoering ervan in de jaren 1866-1872.
- Calvijnhof - Johannes Calvijn, kerkhervormer.
- Cameliastraat - Camellia, groenblijvende struiken en kleine bomen van 2–20 m hoog.
- Caspar Fagelstraat - Gaspar Fagel, ('s Gravenhage, 25 januari 1634 - aldaar, 5 december 1688) was raadpensionaris van Holland tussen 1672 en 1688.
- Castorstraat - Castor (ster), de ster in sterrenbeeld Tweelingen.
- Ceintuurbaan - dankt zijn naam aan de vorm van de straat die als een ceintuur om de Trompenberg loopt.
- Celebeslaan - Celebes, (Indonesisch: Sulawesi) is een van de grotere eilanden van Indonesië.
- Celsiuslaan - Anders Celsius, (Uppsala, 27 november 1701 – aldaar, 25 april 1744) was een Zweeds astronoom. Hij is bekend vanwege de Celsius-temperatuurschaal.
- Charley Tooropstraat - Charley Toorop, Nederlandse schilder en lithograaf.
- Chrysantenstraat - chrysant, plantengeslacht.
- Coehoornstraat - Menno van Coehoorn was militair en vestingbouwkundige.
- Colosseum - weg op het Arenapark, vernoemdnaar het Colosseum in het oude Rome.
- Comeniushof - Jan Amos Komenský, gelatiniseerd als Jan Amos Comenius, Moravisch theoloog, filosoof, hervormer, pansofist en pedagoog.
- Comes Oolenstraat - Comes Oolen, veldnaam voor een stuk heidegrond omringd door een bosrand.
- Compagnieweg - vernoemd naar de Vereenigde Oostindische Compagnie.
- Conradstraat - Frederik Willem Conrad, Nederlandse waterbouwkundige en spoorwegpionier.
- Constantiastraat - Flavia Iulia Constantia, een dochter van keizer Constantius I Chlorus.
- Copernicusstraat - Nicolaas Copernicus, wiskundige en astronoom.
- Cornelis Drebbelstraat - Cornelis Jacobsz. Drebbel (Alkmaar, 1572 – Londen, 7 november 1633) was actief op vele gebieden.[1] Van graveur ontwikkelde hij zich tot bouwer van allerlei innovaties, zoals fonteinen en "speciale effecten" op maskerades. Drebbel was een pionier op het gebied van meet- en regeltechniek. Bij leven was Drebbel al legendarisch als bouwer van een perpetuum mobile, de eerste microscoop en een onderzeeboot.
- Cornelis Evertsenstraat - Cornelis Evertsen de Oude was een Nederlands admiraal uit de 17e eeuw.
- Cornelis Houtmanstraat - Cornelis (de) Houtman, Nederlands koopman en ontdekkingsreiziger.
- Corverslaan - laan nabij het Corversbos, deels eigendom van de Vereniging Natuurmonumenten, deels staatseigendom.
- Costeruslaan - Jan Costerus, was een Nederlands bioloog en oprichter van de Costerustuin Hilversum.
- Coulombstraat - Charles-Augustin de Coulomb, Frans natuurkundige.
- Couperusweg - Louis Couperus, Nederlands schrijver.
- Crocusstraat - krokus, plantengeslacht uit de lissenfamilie.
- Cruquiusstraat - Nicolaus Cruquius, Nederlands waterbouwkundige en cartograaf.
- Curaçaolaan - Curaçao, eiland in de zuidelijke Caraïbische Zee.
- Curiestraat - Marie Curie, Pools schei- en natuurkundige.

## D
- Da Costalaan - Isaäc da Costa, Nederlands dichter en historicus.
- Dahliastraat - dahlia, plantensoort
- Daltonstraat - John Dalton, Brits schei- en natuurkundige.
- Dalweg - genoemd naar de relatief lage ligging tussen de engen (akkers) aan weerszijden.
- Dasselaarstraat - Wilhelmus Franciscus Dasselaar' (Bussum, 15 september 1902 - Amsterdam 26 februari 1943), was een Nederlandse verzetsstrijder tijdens de Tweede Wereldoorlog. In 1955 is de straat naar hem vernoemd.
- Dassenlaan - das, marterachtig roofdier.
- De Bazelstraat - Karel de Bazel (1869-1923), een Nederlandse architect en ontwerper.
- De Genestetlaan - Petrus Augustus de Génestet (Amsterdam, 21 november 1829 – Rozendaal, 2 juli 1861) was een Nederlands dichter en theoloog.
- De Kupstraat - in 1955 genoemd naar Christoffel Johannes de Kup, geboren op 28 juli 1886 te Amsterdam, overleden op 11 november 1942 in concentratiekamp Neuengamme. De Kup was commandant van de O.D. (Orde Dienst).
- Delilaan - Deli, voormalig sultanaat op het Indonesische eiland Sumatra.
- De Loodsen - nieuwe straat in de nieuwbouwwijk Villa Industria, vernoemd naar de toen aanwezige loodsen van de verdwenen gasfabriek.
- De Meent - grond voor gemeenschappelijk gebruik.
- Degenspad - Gerardus Adrianus Degens, zoon van Johannes Hendrik Degens en Diederika Jozephina Wijnveldt, geboren op 25 december 1878 te Rotterdam, gefusilleerd op 4 februari 1945 te Naarden. Degens heeft veel onderduikers ondergebracht. Degens was medewerker van de N.S.F. (Nationaal Steunfonds) en de Vrije Gooi- en Eemlander. Met deze laatste groep is hij gearresteerd, en daarna gefusilleerd. In 1959 is het Degenspad naar hem genoemd.
- Den Ool - vernoemd naar veldnaam Op den Ool.
- Diamantstraat - diamant, zeer harde verschijningsvorm van koolstof.
- Diependaalsedrift - was vroeger een brede laan waar schapen werden gedreven naar de heidevelden bij Diependaal (zie ook Diependaalselaan).
- Diependaalselaan - vernoemd naar de heidevelden net de veldnaam Diependaal ten zuiden van Hilversum.
- Diepeweg - dankt zijn naam aan de diepe ligging.
- Distelmeent - distel, geslacht van stekelige planten met bloemen in hoofdjes, omgeven door puntige omwindselblaadjes.
- Dolf van der Lindenlaan - musicus Dolf van der Linden, in de wijk Anna's Hoeve
- Doodweg - oorspronkelijke benaming voor een weg bij een plaats zonder kerkhof naar het dichtstbijzijnde kerkhof. Hier nederzettingen bij 's Graveland naar het Sint Janskerkhof te Laren.
- Dorsmanstraat - Adriaan Dorsman (1625-1682), architect
- Dotterstraat - Gewone dotterbloem, bloem
- Dr. JM den Uylplein - Joop den Uyl, Nederlands politicus geboren in Hilversum. Meestal afgekort als Den Uylplein.
- Dr. PJH Cuypersplein - Pierre Cuypers, (Roermond, 16 mei 1827 – aldaar, 3 maart 1921) was een Nederlands architect.
- Duivenstraat - duif, vogel

## E
- Edisonplein - Thomas Edison, Amerikaans zakenman en uitvinder.
- Edisonstraat - Thomas Edison, Amerikaans zakenman en uitvinder.
- Eekhoornstraat - eekhoorn, zoogdiertje
- Eemnesserweg - weg naar Eemnes.
- Egelantierstraat - egelantier, rozensoort.
- Egelshoek - buurtschap Egelshoek ten zuidoosten van het vliegveld Hilversum in de richting van Westbroek.
- Egelstraat - egel
- Ehrlichstraat - Paul Ehrlich (1854-1915), Duits chemicus en arts, winnaar van de Nobelprijs voor de Fysiologie of Geneeskunde in 1908.
- Eikbosserweg - vernoemd naar een eikenbos met veelal eiken.
- Eikenlaan - eik, boom
- Eksterstraat - ekster, vogelsoort
- Elleboogstraat - vernoemd naar de bijna haakse knik in dit straatje.
- Elzenlaan - els, boomsoort
- Emmastraat - Koningin-regentes der Nederlanden
- Erasmuslaan - Desiderius Erasmus (1469 ? - 1536), Nederlands filosoof, theoloog en humanist.
- Erfgooiersstraat - Erfgooier, benaming van een van oorsprong uit Gooiland afkomstige mannelijke bewoner, die samen met anderen het gebruiks- en beheersrecht had over de bebouwbare gronden in Het Gooi.
- Ericastraat - erica, heidesoort
- Erik de Vriesstraat - weg op het Media Park, vernoemd naar acteur Erik de Vries.
- Evers Staat Op Weg - weg op het Media Park vernoemd naar diskjockey Edwin Evers.

## F
- Fabrikeursstraat - een fabrikeur is een koopman van grondstoffen voor de tapijtindustrie.
- Fabritiuslaan - Johan Fabricius, Nederlandse schrijver, illustrator, boekbandontwerper, journalist en avonturier.
- Fahrenheitlaan - Gabriel Fahrenheit, Pools/Duits natuurkundige.
- Faisantenstraat - oude spelling voor fazanten, vogel uit de familie van fazantachtigen
- Familie de Mollaan - Weg op het Media Park vernoemd naar de omroepfamilie De Mol, o.a. Linda en John de Mol
- Flamingohof - flamingo, vogel.
- Floralaan - algemene benaming voor bloemen, planten en bomen.
- Floris Vosstraat - Floris Vos, (Utrecht, 21 november 1871 — Naarden, 19 juli 1943) was agrarische ondernemer, leider van de Erfgooiers en een Nederlands Kamerlid.
- Franciscusweg - Franciscus van Assisi, stichter van de kloosterorde der Franciscanen.
- Franklinstraat - Benjamin Franklin, Amerikaans politicus, wetenschapper en moralist.
- Frans Halslaan - Frans Hals, Nederlands schilder  geldt als een van de belangrijkste van de Hollandse School.
- Frans van Mierislaan - Frans van Mieris, bijgenaamd 'de oude' omdat zijn zoon en kleinzoon ook kunstschilders waren.
- Franse Kampweg - mogelijk genoemd naar een legerkamp dat de Fransen in het Spanderswoud zouden hebben gehad, ter belegering van Naarden. Een klein deel nabij de Hilversumse Meent behoort tot Hilversum; de rest ligt op het grondgebied van Bussum en 's-Graveland.
- Frederik van Eedenlaan - Frederik van Eeden, Nederlandse schrijver.
- Frits Spitsstraat - weg op het Media Park, vernoemd naar radiomaker Frits Spits.
- Fuchsiastraat - fuchsia, geslacht van honderd tot honderdtien soorten uit de teunisbloemfamilie.

## G
- Gabriel Metsulaan - Gabriël Metsu (Leiden, januari 1629 - begraven Amsterdam, 24 oktober 1667) was een Nederlandse kunstschilder uit de Gouden Eeuw.
- Galileistraat - Galileo Galilei, Italiaans geleerde.
- Galvanistraat - Luigi Galvani, Italiaanse arts en natuurkundige.
- Gashouder - nieuwe straat in nieuwbouwwijk Villa Industria, vernoemd naar de vroegere gashouders van de gasfabriek aldaar.
- Gasthuisstraat - naar oud ziekenhuis nabij de Oude Haven.
- Gazellestraat - Gazelle, diersoort
- Geert Grootelaan - Geert Groote, Nederlands theoloog, schrijver, gedreven kloosterhervormer en boeteprediker binnen de Katholieke Kerk.
- Geraniumstraat - geranium
- Gerard Doulaan - meestal Gerrit Dou genoemd, Nederlandse kunstschilderschilder.
- Geuzenweg - naar de hagenpreken die daar in de omgeving in de 16e eeuw zouden werden gehouden.
- Gijsbrecht van Amstelstraat - Gijsbrecht van A(e)mstel, heer van Amstelland. In de geschiedenis van Nederland is Gijsbrecht IV het bekendst van het complot tegen graaf Floris V.
- Gladiolusstraat - Gladiolus, plantengeslacht
- Gomarushof - Franciscus Gomarus, Nederlands theoloog
- Gouden Regenlaan - gouden regen
- Goudriaanstraat - Adrianus Franciscus Goudriaan, Inspecteur-Generaal van Waterstaat onder Koning Willem I.
- Goudwespmeent - goudwesp, groep van insecten die behoort tot de vliesvleugeligen.
- Govert Flincklaan - Govert Flinck, Nederlands kunstschilder
- Graaf Florislaan - Graaf Floris, graaf van Holland en Zeeland. Op de grens tussen Hilversum en Hollandsche Rading nabij de Egelshoek loopt ook een Graaf Floris V Weg.
- Graaf Wichmanstraat - Graaf Wichman, graaf van Hamaland en de Veluwe, burggraaf van Gent, en graaf van het Gooi (Naardingerland).
- Grasmeent -Gras, plantengeslacht
- Gratamastraat - Seerp Gratama, was onder andere minister van justitie.
- Groest - naar groes of groeze, wat een groene drassige weide is.

## H
- Hagedisstraat, hagedis, orde van reptielen.
- Hannemastraat - Klaas Hannema, zoon van Ulbe Hannema en Francina Britzel, geboren op 26 augustus 1893 te Bolsward, overleden op 9 april 1945, waarschijnlijk in concentratiekamp Sachsenhausen te Oranienburg. Hannema was lid van de O.D. (Orde Dienst). Hij had een ziekenvervoerbedrijf waarmee hij ook wapens en levensmiddelen smokkelde. In 1955 is de Hannemastraat naar hem genoemd.
- Harry Banninkstraat - straat in nieuwbouwwijk Anna's Hoeve, vernoemd naar componist, arrangeur en pianist Harry Bannink.
- Haven - kort en steil straatje loopt vanaf Havenstraat met een bocht naar de zand- en zoutbunkers.
- Havendwarsstraat - dankt zijn naam omdat hij dwars op de Havenstraat uitkomt.
- Havenstraat - vernoemd naar de toenmalige haven aan het einde van de Gooise Vaart.
- Hazelaarlaan - hazelaar, autochtone struik uit de berkenfamilie.
- Hazenstraat - Haas, dier
- Heidestraat - Heide, dwergstruiken uit de heide- en kraaiheifamilie.
- Heijermanslaan - Herman Heijermans, Nederlands toneelschrijver.
- Heinsiusstraat - Nicolaes Heinsius (de jongere) (1656-1718), Nederlands auteur van medische werken, zoon van Nicolaas Heinsius (de oudere).
- Helmerslaan - Jan Frederik Helmers, dichter
- Hendrick de Keyserlaan - Hendrick de Keyser, (Utrecht, 15 mei 1565 - Amsterdam, 15 mei 1621), bijgenaamd "de oude", was een Nederlandse architect en beeldhouwer.
- Hendrik Smitstraat - bestuurslid Vereniging Stad en Lande voor de gemeente Laren.
- Herenplein - klein plein nabij de Herenstraat.
- Herenstraat - vernoemd naar de vele notabelen die daar woonden.
- Herman Broekhuizenstraat - straat in de nieuwbouwwijk Anna's Hoeve, vernoemd naar kinderkoordirigent, radioprogrammamaker en componist Herman Broekhuizen.
- Hermelijnlaan - hermelijn, roofdiertje
- Hertog Aelbrechtstraat - Albrecht van Beieren, graaf van Holland, Henegouwen en Zeeland en hertog van Beieren-Straubing uit het Huis Wittelsbach.
- Hertzpad - vernoemd naar hertz, een term uit de elektrotechniek.
- Hilversumse Meentweg - Hilversumse Meent, wijk van Hilversum.
- Hilvertsweg - vernoemd naar Hilde en Hilfert die volgens een legende de eerste bewoners van Hilversum zouden zijn.
- Hindelaan - vrouwelijk hert
- Hobbemalaan - Meindert Hobbema, (gedoopt Amsterdam, 31 oktober 1638 - Amsterdam, 7 december 1709) was een Nederlandse kunstschilder van landschappen.
- Hoenderweg - samenvattende term voor bepaald soort vogels.
- Hoflaan - naar hof, woning van een vorst.
- Hoge Larenseweg - Laren, oude weg naar laren (N.H.)
- Hoge Naarderweg - Naarden, oude weg naar Naarden.
- Hollandselaan - vernoemd naar het in de omgeving gelegen Hollandsche paadje.
- Holledwarsweg - loopt van Holleweg naar Eikbosserweg.
- Holleweg - holle natuurlijke doorgang.
- Hommelmeent - hommel, geslacht van sociale insecten die behoren tot de familie bijen.
- Honingstraat - honing, vloeibare zoete substantie die ontstaat als honingbijen nectar uit bloemen verzamelen en deze vervolgens omzetten.
- Hoogstraat - vernoemd naar de oplopende ligging.
- Hoorneboeg - Hoorneboeg, veldnaam voor hoornsgewijs gekromde heuvel.
- Hoorneboegsedrift - voorheen breed pad om schapen naar de Hoorneboeg te drijven.
- Hoorneboegseweg - verbindingsweg naar de heide.
- Hortensiastraat - hortensia, is een van de meest gecultiveerde planten ter wereld.
- Hugo de Grootstraat - Hugo de Groot (rechtsgeleerde), (Delft, 10 april 1583 – Rostock, 28 augustus 1645) was een Nederlands rechtsgeleerde en schrijver.
- Hoviusstraat - Frederik Hovius, geboren op 25 januari 1898 te Hilversum, overleden op 24 oktober 1942 in concentratiekamp Neuengamme. Hovius was lid van de sabotageploeg Oranje Geuzen, en van de O.D. (Orde Dienst). In 1955 is de Hoviusstraat naar hem genoemd.
- Huizerstraat - Huizen, was voorheen de weg naar Huizen.
- Huydecopersweg (eerste gedeelte) - nabij Huydecopersbos, voor een deel onbestraat. Door de aanleg van snelweg A27 en lokale wegen is deze weg in drie stukken gedeeld.
- Huydecopersweg (tweede gedeelte) - loopt van het bospad Maartendijkseweg naar de Utrechtseweg.
- Huydecopersweg (derde gedeelte) - loopt vanaf de Noodweg tot aan de Graaf Floris V weg bij Hollandsche Rading. Dankt zijn naam aan jhr. mr. Joan Huydecoper, heer van Oud- en Nieuw-Maarsseveen en Neerdijk (1769-1836), over wiens grond deze weg liep.
- Huygensstraat - Constantijn Huygens, Nederlandse dichter, diplomaat, geleerde, componist en architect.
- Hyacintenlaan - hyacint, bolgewas uit de aspergefamilie.

## I
- Ibishof - ibis, onderfamilie van vogels uit de familie ibissen en lepelaars
- Iepenlaan - iep, is een geslacht van loofbomen, ook bekend als olm.
- Insulindelaan - Insulinde (Nederlands-Indië), koosnaam voor Nederlands-Indië, maar werd nooit officieel gebruikt.
- Irisstraat - Iris (plant) (Lis), een geslacht van planten uit de lissenfamilie
- Ithaca - Ithaca, nieuw kort straatje in het Arenapark vernoemd naar Grieks eiland.

## J
- J A Kalfflaan - Jacob Adriaan Kalff (Zwolle, 27 april 1869 - Wassenaar, 13 januari 1935) was een Nederlands ondernemer en politicus.
- J H B Koekkoekstraat - Johannes Hermanus Barend Koekkoek, meestal signerend als Jan H.B. Koekkoek (Amsterdam, 6 juli 1840 - Hilversum 24 januari 1912) was een Nederlands kunstschilder, behorende tot de Koekkoek-dynastie.
- J H Meijerstraat - Jan Hendrik Meijer (ook Meyer) was in de periode 1786-1798 lid Eerste Nationale Vergadering, lid Tweede Nationale Vergadering, lid Constituerende Vergadering, lid Vertegenwoordigend Lichaam (mei/juni 1798), lid Intermediair Wetgevend Lichaam
- J P Coenstraat - Jan Pieterszoon Coen, de vierde gouverneur-generaal over alle bezittingen van de Vereenigde Oostindische Compagnie.
- Jac. P. Thijsseplein - Jacobus Pieter Thijsse (Maastricht, 25 juli 1865 – Overveen, 8 januari 1945) was een Nederlands onderwijzer, veldbioloog en natuurbeschermer. Hij werd vooral bekend door natuureducatie en zijn activiteiten voor de natuurlijke historie, veldbiologie en natuurbescherming. Heette tot de sloop van het gemeentelijk slachthuis in 1995 Slachthuisplein.
- Jacob Catsstraat - Jacob Cats (dichter) (1577-1660), Nederlands dichter en jurist.
- Jacob Peetstraat -  slager en wethouder te Hilversum, richtte in 1887 het Hilversums Schaak Genootschap op.
- Jacob Roggeveenstraat - Jacob Roggeveen (Middelburg, januari of 1 februari 1659 – aldaar, begin februari 1729 was een Nederlandse ontdekkingsreiziger die in 1721 werd uitgezonden om het Zuidland te vinden, maar toevallig Paaseiland ontdekte.
- Jacob van Campenlaan - Jacob van Kampen, Nederlandse architect en kunstenaar uit de Gouden Eeuw.
- Jacob van Heemskerckstraat - Jacob van Heemskerck (gedoopt, Amsterdam, 13 maart 1567 - bij Gibraltar, 25 april 1607) was een Nederlands zeevaarder en viceadmiraal bij de Admiraliteit van Amsterdam.
- Jacob van Maerlantlaan - Jacob van Maerlant, Vlaams dichter.
- Jan Blankenlaan -  Jan Blanken, Nederlands waterbouwkundig ingenieur.
- Jan Carstenszstraat - Jan Carstensz was een Nederlandse zeevaarder in dienst van de VOC, die in 1623 een ontdekkingsreis naar Nieuw-Guinea en Australië maakte.
- Jan Kortplein - ligt in de knik van de 1e Oosterstraat, naar het beeldje 'Jan Kort' van de kunstenaar Olaf Mooij uit 2006.
- Jan Steenlaan - Jan Steen, schilder
- Jan van Beierenstraat - Jan van Beieren (1374-1425), graaf van Holland en heer van Gooiland
- Jan van der Heijdenstraat - Jan van der Heyden, (Gorinchem, 5 maart 1637 - Amsterdam, 28 maart 1712) was een architectonisch landschapsschilder, een schilder van stadsgezichten en de uitvinder van een verbeterde brandspuit en straatlantaarn.
- Jan van Galenstraat - Jan van Galen, vlootvoogd van de Republiek der Zeven Verenigde Nederlanden.
- Jan van Goyenlaan - Jan van Goyen, kunstschilder
- Jan van Ravenswaaijpad - Pad in het Boombergpark nabij de Bergweg, vernoemd naar de Hilversumse kunstschilder Jan van Ravenswaay. Stond aan de wieg van dit park door aankoop van gronden.
- Janseniushof - Cornelis Jansenius, hoogleraar in Leuven en bisschop van Ieper.
- Janssenstraat - Jan Dirk Janssen, geboren op 12 juni 1915 te Baarn, gefusilleerd op 9 februari 1945 te Zaandam. Janssen was lid van de N.S.F. (Nationaal Steunfonds). In 1955 is de Janssenstraat naar hem genoemd.
- Javalaan - Java, eiland
- Joelaan - vernoemd naar lievelingspaard Joe van bewoner Gooilust Frans Ernst Blaauw.
- Johan de Wittstraat - Johan de Witt, belangrijke politicus van de Republiek der Zeven Verenigde Nederlanden.
- Johannes Geradtsweg - Johannes Geradts (1837 - 1925), oprichter van het regionale dagblad De Gooi en Eemlander (1871), gemeenteraadslid van Hilversum. Wordt nog steeds foutief Johan Gerardtsweg genoemd.
- Johannes Huslaan - Johannes Hus, Boheemse hoogleraar die geldt als een voorloper van de Reformatie.
- Jonkerweg - Jan Corver Hooft, hoewel niet van adel in de ogen van Hilversummers een echte jonkheer.
- Joop Stokkermansstraat, Nederlands componist en pianist.
- Joost den Draaijerrotonde - Willem van Kooten, voormalig zakenman en radiopersoonlijkheid onder het pseudoniem Joost den Draaijer.
- Jos Brinklaan - weg op het Media Park, vernoemd naar acteur, cabaretier, musicalster en -producent, columnist, schrijver, predikant, stervensbegeleider en radio- en televisiepresentator Jos Brink.
- Julianalaan - koningin Juliana der Nederlanden
- Juliusstraat - Willem Julius, Nederlands natuurkundige.
- Jupiterstraat - Jupiter, grootste planeet van het zonnestelsel.

## K
- Kalfflaan - Jacob Adriaan Kalff, Nederlands werktuigbouwkundig ingenieur.
- Kamerlingh Onnesweg - Heike Kamerlingh Onnes  (Groningen, 21 september 1853 – Leiden, 21 februari 1926) was een Nederlands natuurkundige, winnaar van de Nobelprijs voor de Natuurkunde en hoogleraar aan de Universiteit van Leiden. "Door meten tot weten" was de slagzin van zijn laboratorium.
- Kampstraat - veldnaam voor vroegere weide De Kamp of De Grote Kamp.
- Kangoeroelaan - kangoeroe, buideldier uit Australië en Nieuw-Guinea.
- Kapelstraat - vernoemd naar een algemeen kerkelijke benaming.
- Kapittelweg - vernoemd naar een rooms-katholieke term voor een bijeenkomst van kanunniken (kloosterlingen).
- Kapteynstraat - Jacobus Cornelius Kapteyn Barneveld, 19 januari 1851 – Amsterdam, 18 juni 1922) was een Nederlandse astronoom.
- Karel Doormanlaan - Karel Doorman, Nederlands schout-bij-nacht.
- Kastanjelaan - kastanje, boom
- Kees Buurmanlaan - weg op het Media Park, vernoemd naar radiomaker Kees Buurman.
- Kerkbrink - dankt zijn naam in de daar nabij gelegen kerk en brink (plein).
- Kerkelandenlaan - Kerkelanden, wijk van Hilversum. Oorspronkelijk liepen de gronden van dit gebied van 's Graveland tot voorbij Loosdrecht. Het gebied werd in 1481 door de Gooise gemeenten aan Naarden geschonken, om de wederopbouw van de afgebrande Grote Kerk in Naarden deels te kunnen bekostigen en zo kwam het aan zijn naam Kerkelanden.
- Kerklaan - Sint-Vituskerk, voorheen toegangsweg tot de Rooms-Katholieke aan Sint Vitus gewijde kerk in Hilversum.
- Kerkstraat - loopt van de Groest naar de Grote Kerk.
- Kievitstraat - kievit, weidevogel
- Kininilaantje- vernoend naar het medicinale kruid kinine, verbindingslaan naar Sportpark Berestein.
- Klavermeent - klaver, plantengeslacht uit de vlinderbloemenfamilie
- Kleine Drift - dankt zijn naam aan de oorspronkelijke functie van drijfweg voor de schapen naar de Laarderhei.
- Kloosterlaan - vernoemd naar klooster, een algemene naam voor een gebouw dienend voor de huisvesting van kloosterlingen.
- Koekebackerstraat - in 1955 genoemd naar Christiaan Frederik Wilhelm Koeckebacker, zoon van Wilhelm Frederik Koekebacker en Anna Maria Thijsse, geboren op 25 maart 1878 te Delft, overleden op 22 januari 1945 te Dachau. Hij trouwde op 24 april 1901 te Delft met Wilhelmina Lisette Niestadt, dochter van Gerard Bernard Heinrich Niestadt en Geertje Kossen. Koeckebacker was lid van de verzetsgroep De Waarheid. Hij is gearresteerd wegens sabotage en hulp aan joodse landgenoten.
- Kolenstraat - vernoemd op verzoek naar de kolenhandel van Gerrit Dekker en Cornelis van Groen.
- Kolhornseweg - vernoemd naar een oorspronkelijk heideveld Kolhorn.
- Kometenstraat - komeet, klein hemellichaam die in vaak erg elliptische banen rond de Zon draaien en bestaan uit ijs, gas en stof.
- Koninginneweg - vermoedelijk vernoemd naar Emma,koningin-regentes der Nederlanden.
- Koningshof - nieuwe zijweg van de Koningsstraat.
- Koningsstraat - Koning Willem II, koning der Nederlanden.
- Koomansstraat - Nicolaas Koomans, hoofdingenieur der Telegrafie en Telefonie, chef van het Radiolaboratorium der Rijkstelegraaf.
- Koornstraat - vernoemd naar de grutterij van Pieter Doets, die op de hoek mer de Kerkstraat zijn winkel had.
- Koos Postemalaan - straat op het Media park, vernoemd naar presentator Koos Postema.
- Korenbloemstraat - korenbloem, een 30–60 cm hoge, eenjarige plant uit de composietenfamilie.
- Korte Noorderweg - nieuwe zijweg van de Noorderweg.
- Kortenaerlaan - Egbert Bartolomeusz Kortenaer, Nederlands vlootvoogd.
- Kraanvogelplein, vernoemd naar de kraanvogel.
- Krayenhoffstraat - Cornelis Rudolphus Theodorus Krayenhoff, veelzijdig wetenschapper, was korte tijd Minister van Oorlog.
- Krekelmeent - krekel, insect
- Kroonlaan, dankt zijn naam aan de aanleg in hetzelfde jaar (1898) als het huwelijk van Koningin Wilhelmina.
- Kroosmeent - kroos, geslacht van vrij op het water drijvende waterplanten.
- Kruidenmeent - kruid (Herba).
- Kruissteeg - vernoemd naar kruising in de Laanstraat.
- Krugerweg - Paul Kruger, Zuid-Afrikaans staatsman.

## L
- La Rivierestraat - In 1955 genoemd naar Theodorus Willem la Rivière, geboren op 17 februari 1910 te Dordrecht, overleden op 21 februari 1945 te Hamburg-Neuengamme. La Rivière was lid van de verzetsgroep Radiogroep en zenders.
- Laan 1940-1945 - toegangsweg tot de wijk vernoemd naar Hilversumse verzetsstrijders.
- Laan van de Heelmeesters - nieuwe straat waar vroeger het Rooms Katholieke Ziekenhuis (RKZ) stond.
- Laan van Vogelenzang - vernoemd naar het oude landhuis Vogelenzang dat daar stond.
- Laanstraat - weg waar vroeger veel Hilversumse boerderijen stonden.
- Laapersboog - nieuwe straat, zijweg van het Laapersveld.
- Laapersveld - vernoemd naar de oude veldnaam Laapersveld.
- Laapersweg - vernoemd naar een oude veldnaam.
- Lage Naarderweg - weg naar Naarden.
- Lage Vuurscheweg - weg naar Lage Vuursche.
- Lange Heul - vernoemd naar een zandrug op de Bussumerheide
- Langestraat - vernoemd naar de lengte, heette vroeger Lange Eind.
- Langgewenst - dankt zijn naam aan de daar gelegen hofstede Lang Gewenscht.
- Langs de Lijn - fietspad langs het spoor nabij het Mediapark, tevens radioprogramma
- Larenseweg - weg naar Laren
- Larixlaan - Larix, geslacht van coniferen.
- Lavendelplein - lavendel, struik uit de lipbloemenfamilie.
- Lavendelstraat
- Leeghwaterstraat - Jan Adriaanszoon Leeghwater (1575–1650), Nederlands molenbouwer en waterbouwkundige.
- Leemkuilen - Leemkuil, een diepte in de heide.
- Leen Jongewaardweg, weg op het Media Park, vernoemd naar acteur en zanger Leen Jongewaard.
- Leeuwenstraat - dankt zijn naam vermoedelijk aan de herberg De Gouden Leeuw, maar kan ook vernoemd zijn naar een vroegere bewoner.
- Leeuwerikstraat - leeuwerik, vogel
- Leliestraat - lelie, plant
- Letteriestraat - vernoemd naar Frank Letterie, verzetsstrijder tijdens de Tweede Wereld oorlog
- Libellemeent - Libellen, insecten
- Liebergerweg - weg naar de Liebergerheide.
- Lieven de Keylaan - Lieven de Key
- Lijsterbeslaan - lijsterbes, geslacht van bomen en heesters uit de rozenfamilie
- Lijsterweg - lijster, zangvogel
- Lissenmeent - Lis, plantengeslacht
- Lobeliastraat - lobelia, plant
- Loosdrechtse Bos - weg naar het Loosdrechtse Bos of Emmikerbos , ooit een gedeelte van het Gooierbos.
- Loosdrechtseweg - weg naar Loosdrecht
- Lopes Diaslaan - David Lopes Dias (Amsterdam, 18 september 1884 - Mauthausen, 10 juli 1942) was een Nederlands politicus en verzetsstrijder tijdens de Tweede Wereldoorlog. Dias schreef voor de oorlog over de gevolgen van het nationaalsocialisme in Duitsland. In de oorlog was hij auteur van illegale lectuur. Hij was gemeenteraadslid en wethouder voor de SDAP en nam in 1940 ontslag toen een NSB'er burgemeester werd. Kort na zijn ontlag is hij gearresteerd en gedeporteerd naar concentratiekamp Mauthausen.
- Lorentzweg - Hendrik Antoon Lorentz (Arnhem, 18 juli 1853 – Haarlem, 4 februari 1928) was een van Nederlands grootste natuurkundigen en winnaar van de Nobelprijs voor de Natuurkunde 1902. Hij ontving de Nobelprijs samen met Pieter Zeeman voor hun onderzoek naar de invloed van magnetisme op spectraallijnen: het zeemaneffect.
- Ludenstraat - vernoemd naar Emil Luden, zakenman en behartiger van de belangen van de Erfgooiers en de natuur in het Gooi.
- Ludgeruslaan - Liudger, ook "Lüdger" (Zuilen bij Utrecht, 742 - bij Billerbeck, 26 maart 809) was een waarschijnlijk Friese missionaris en rooms-katholieke bisschop.
- Luitgardeweg - naar Luitgarde, dochter van Graaf Wichman.
- Lupinestraat - lupine, geslacht uit de vlinderbloemenfamilie.
- Lutherhof - Maarten Luther, kerkhervormer

## M
- Marathon - term uit de atletiek
- Marconistraat - Guglielmo Marconi, (Bologna, 25 april 1874 – Rome, 20 juli 1937) was een Italiaans natuurkundige, uitvinder en ondernemer.
- Marterlaan - marter
- Mauritslaan - Maurits van Oranje
- Mauritsstraat - idem
- Media Parkboulevard - straat op het Media Park, loopt vanaf de Joost den Draaijerrotonde langs het Nederlands Instituut voor Beeld en Geluid.
- Meidoornstraat - meidoorn, geslacht van struiken uit de rozenfamilie .
- Meikevermeent - meikever, insect uit de orde kevers.
- Melkmeent - dankt zijn naam aan het vervoer van melk van de Hilversumse Meent naar de boerderijen bij Bussum.
- Melkpad - dankt zijn naam aan het vervoer van melk van de Hilversumse boerderijen naar de Hilversumse Meent en de weilanden bij de Gooise Vaart.
- Menno Simonszhof - Menno Simons, (Witmarsum, ca. 1496 – Bad Oldesloe (Sleeswijk-Holstein), 31 januari 1561) was een voormalige rooms-katholieke priester die later leidinggevende anabaptistische reformator (kerkhervormer) werd.
- Mercuriusstraat - Mercurius, kleinste planeet van het zonnestelsel.
- Merelstraat - merel, zangvogel uit de familie lijsters.
- Meteorenstraat - meteoor, of vallende ster is een kortstondig lichtspoor aan de hemel dat men ziet wanneer een meteoroïde in de dampkring verbrandt.
- Mezenstraat - mees, rijk gevarieerde familie in de orde van de zangvogels.
- Mgr. Van de Weteringstraat - Henricus van de Wetering, pastoor van de Hilversumse R.K. parochie, later aartsbisschop bisdom Utrecht.
- Mierenmeent - mier, groep van kolonie-vormende sociale insecten.
- Mies Bouwmanboulevard - Mies Bouwman, Nederlandse televisiepresentatrice (voor 2007 Lage Naarderweg).
- Minckelersstraat - Jan Pieter Minckeleers (Maastricht, 2 december 1748 – aldaar, 4 juli 1824) was een Nederlandse wetenschapper en uitvinder.
- Moerbeilaan - moerbei, geslacht van tien tot zestien soorten bladverliezende bomen.
- Mondriaanstraat - Piet Mondriaan, Nederlandse kunstschilder en kunsttheoreticus,
- Morsestraat Samuel Morse, Amerikaans uitvinder en kunstschilder.
- Mossenmeent - Mossen, kleine, kruidachtige landplanten
- Multatulilaan - Eduard Douwes Dekker, Nederlandse schrijver die bekend is geworden onder het pseudoniem Multatuli.
- Mussenstraat - mus, familie in de orde der zangvogels.
- Mycene - weg op het Arenapark, vernoemd naar de Leeuwenpoort uit de Griekse mythologie.

## N
- Naardermeer - weggetje op Hilversums grondgebied nabij het Naardermeer.
- Naarderstraat - weg naar Naarden, gaat over in de Lage Naarderweg,
- Nachtegaalstraat - nachtegaal, zangvogel
- Nassaulaan - vernoemd naar een Duits vorstengeslacht, verbonden met het vorstendom Nassau-Oranje.
- Neptunusstraat - Neptunus, is vanaf de Zon gezien de achtste en verst van de Zon verwijderde planeet van het zonnestelsel.
- Neuweg - vernoemd naar neude, een moerassige laagte.
- Nieuwe Crailoseweg - Crailo, grotendeels onverharde weg naar Huizen. Crailo is een buurtschap van Huizen, Crailoo is het gebied ten westen van de Bussumerheide bij de voormalige zandafgraving. Wordt in de volksmond ook wel Gebed zonder End genoemd.
- Nieuwe Doelenstraat - dankt zijn naam aan de activiteiten van de schutterij aldaar.
- Nieuwe Havenweg - vernoemd naar de nieuwe haven daar in de buurt.
- Nieuwe Laanstraat - betrekkelijk nieuw straatje in het historische Laanstraatbuurtje (zie ook Laanstraat).
- Nieuwlandseweg - dankt zijn naam aan de veldnaam 't Nieuwe Land.
- Noodweg - vernoemd naar het Oudnederlandse woord noot, ook wel veldvrucht genoemd.
- Noordermeent - deel van de rondweg in de Hilversumse Meent.
- Noorderweg - weg langs het spoor naar het noorden.
- Noordse Bosje - vernoemd naar het vroegere nabij gelegen Noordse Boschje, een klein stuk bos met veel hakhout.

## O
- Ohmstraat - Georg Ohm, een Duitse natuurkundige, naar wie de Wet van Ohm is genoemd
- Olivier van Noortstraat - Olivier van Noort, Nederlandse ontdekkingsreiziger.
- Olympia - straat in het Arenapark, vernoemd naar de oude Griekse stad Olympia.
- Onder de Bogen - loopt vanaf de Laan van Heelmeesters naar Zeshoven.
- Oostereind - dankt zijn naam aan de ligging van de weg ten opzichte van het oude dorp.
- Oosterengweg - vernoemd naar een voormalige villa Ooster Engh aan de Soestdijkerstraatweg.
- Orchideestraat - Orchidee, plantengeslacht
- Orionlaan - Orion, sterrenbeeld
- Oscar Romerolaan - Óscar Romero, sociaal bewogen rooms-katholiek aartsbisschop van San Salvador.
- Otto'slaan - Keizer Otto I de Grote, keizer van het Duitse Rijk.
- Oude Amersfoortseweg - weg naar Amersfoort.
- Oude Doelen - dankt zijn naam aan de activiteiten van de schutterij.
- Oude Eemnesserstraat - de weg naar Eemnes.
- Oude Loosdrechtseweg -  de oude weg naar Loosdrecht.
- Oude Spoorbaan - nieuwe straat in nieuwbouwwijk Villa Industria, dankt zijn naam aan de oude spoorlijn van het station naar de gasfabriek.
- Oude Torenstraat - dankt zijn naam aan de loop langs de Oude Kerk. Tot medio 19e of 20e eeuw heette deze straat Doodweg, genoemd naar de (nog steeds) aan deze straat gelegen begraafplaats Gedenkt te Sterven.
- Oudenallerstraat - In 1955 genoemd naar Johannes Wilhelmus Oudenaller, geboren op 26 juni 1876 te Hilversum, gefusilleerd op 12 februari 1945 te Haarlem. Oudenaller was lid van de verzetsgroep Pers en de Vrije Gooi- en Eemlander.
- Outshoornlaan - Cornelis Outshoorn, (Nieuwveen, 16 augustus 1810[2] - Amsterdam, 23 april 1875[3]) was een Nederlandse ingenieur en architect.

## P
- Paardengang (de) - gedomesticeerd hoefdier uit de orde der onevenhoevigen, en de familie der paardachtigen (Equidae)
- Papaverstraat - papaver
- Paradijsvogelhof - paradijsvogel
- Pasteurlaan - Louis Pasteur
- Paulus Potterlaan - Paulus Potter
- Pauwenstraat - pauw
- Pelikaanstraat - pelikaan
- Peter Planciusplein - Peter Plancius
- Piet Heinstraat - Piet Hein
- Pieter van Dijklaan - Pieter van Dijk, geboren op 26 april 1922 te Hilversum, overleden op 6 februari 1945 te Uithuizermeeden. Van Dijk was lid van een knokploeg van de  L.O. Hij is omgekomen bij een vuurgevecht tijdens een overval op een boerderij. In 1955 is de Van Dijkstraat naar hem genoemd.
- Pieter de Hooghlaan - Pieter de Hoogh
- Pieter Postlaan - Pieter Post
- Piet Römerlaan - weg op het Media Park, vernoemd naar acteur Piet Römer.
- P.A. Weeldenburgpad - architect van de Oudkatholieke kerk (Hilversum) 'Sint Vitus' aan het Melkpad.
- Pim Jacobsstraat - Pim Jacobs, Nederlands jazzpianist en echtgenoot van Rita Reys.
- Pi Schefferstraat - nieuwe straat in de nieuwbouwwijk Anna's Hoeve, vernoemd naar Pi Scheffer, Nederlands componist, pedagoog en dirigent.
- Planetenstraat - planeet
- Plataanweg - plataan
- Pluimenmeent - bloeiwijze van een plant.
- Polluxstraat - Pollux, ster in sterrenbeeld Tweelingen.
- Poolsterstraat - poolster
- Potgieterlaan - De Nederlandse schrijver: Everhardus Johannes Potgieter
- Primulastraat - primula
- Prins Bernhardstraat - Prins Bernhard
- Prinsenstraat - vernoemd naar een oorspronkelijk daar gelegen paadje over het terrein van boer Prinsen.
- Professor de Jongstraat - Dirk Aart de Jong (1983 - 1925), diergeneeskundige,
- Professor Dondersstraat - Franciscus Cornelis Donders, 19e-eeuws Nederlands hoogleraar geneeskunde en fysiologie
- Professor Kochstraat - Robert Koch (Clausthal, 11 december 1843 – Baden-Baden, 27 mei 1910) was een Duits medicus en ontdekker van de tuberculose-bacterie.
- Professor Poelsstraat - Jan Poels, veearts.

## R
- Raafstraat - kort doodlopend straatje vanaf de Liebergerweg, vernoemd naar de raaf, een grote kraaiachtige vogel.
- Raaweg - oude benaming voor grens of scheiding.
- Rading - lijn of grens; de naam verwijst naar de destijds omstreden grens van Holland en Utrecht, nu de grens Loosdrecht - Hilversum.
- Radiostraat - een vorm van draadloze telecommunicatie waarbij een radiozender signalen verspreidt in de vorm van radiogolven.
- Réaumurlaan - René-Antoine Ferchault de Réaumur, Frans natuurkundige en zoöloog.
- Reestraat - wild dier
- Regentesselaan - vernoemd naar de functie van regentes.
- Reigerstraat - vogel
- Rembrandtlaan - Rembrandt van Rijn, Nederlands kunstschilder
- Resedastraat -  bloem
- Rietmeent - oevergewas
- Rigelstraat - Rigel, ster van het type Blauwe Reus in het sterrenbeeld Orion.
- Rijk de Gooyersteeg - doodlopende steeg op het Media Park, vernoemd naar acteur, komiek, zanger, schrijver en columnist Rijk de Gooyer.
- Ripolinstraat, dankt zijn naam de nabij gelegen verffabriek Ripolin.
- Rita Reyshof - Rita Reys, Nederlands jazzzangeres. Hof ligt in de nieuwbouwwijk Anna's Hoeve.
- Roeltjesweg - vernoemd naar Roelof Henrikszoon Calis, die een boerderij bewoonde op de Groest en grond afstond voor de verlenging van de Gooise Vaart.
- Rogier van Otterloostraat - Rogier van Otterloo, Nederlands componist, arrangeur, pianist en dirigent.
- Roosendaalstraat - vernoemd naar het Huis genaamd Roozendaal.
- Rossinilaan - Gioacchino Rossini, Italiaans componist.
- Röntgenstraat - Wilhelm Röntgen, Duits natuurkundige.
- Rozenstraat - bloem
- Rudi Carrelllaan - weg op het Media Park, vernoemd naar entertainer, zanger, showmaster, filmproducent en acteur Rudi Carrell.
- Ruitersweg - vernoemd naar het daar gelegen Ruitersch(e) Bosje met hakhout. Tot medio 19e eeuw heette deze straat Krakebeenschen weg (met spatie), in de volksmond Krakebeen genoemd.
- Ruysdaellaan - Salomon van Ruysdael, Nederlands schilder.

## S
- S. Hoogewerffstraat - Sebastiaan Hoogewerff (Veelal foutief Simon Hoogewerffstraat genoemd).
- Salmstraat - Abraham Salm, Nederlandse architect.
- Salviastraat - salvia geslacht uit de lipbloemenfamilie.
- Saturnusstraat - Saturnus, op een grootste planeet van het zonnestelsel bekend om zijn ringen.
- Sauerstraat - In 1955 genoemd naar Alfred Karl Sauer, geboren op 15 juli 1910 te Hilversum, gefusilleerd op 25 augustus 1944 in fort De Bilt te Utrecht. Sauer was lid van de verzetsgroep De Waarheid.
- Schapenkamp - schaap, evenhoevig zoogdier.
- Schapenstraat - dankt zijn naam aan de oorspronkelijke loop van de Schapenkamp.
- Schering - schering, onderdeel van een weefgetouw.
- Schietspoel - schietspoel, onderdeel van een weefgetouw.
- Schoolstraat - vernoemd naar een destijds in de buurt gelegen school.
- Schoutenstraat - vernoemd naar de schout en later de eerste burgemeester van Hilversum, Barend Andriessen.
- Schuttersweg - dankt zijn naam aan het schuttersgilde die daar in de buurt oefende.
- Seinstraat - term uit de radiotechniek.
- Serdanglaan - Serdang, plaats in het bestuurlijke gebied Deli Serdang in de provincie Noord-Sumatra, Indonesië.
- Siemensstraat - Werner von Siemens, een Duits uitvinder
- Silenestraat - silene, geslacht met meer dan vierhonderd soorten uit de anjerfamilie.
- Simon Stevinweg - Simon Stevin, was een toegepast natuurkundige, wiskundige en ingenieur afkomstig uit Vlaanderen.
- Sint Annastraat - Sint Anna, is volgens de christelijke traditie de moeder van de heilige Maagd Maria.
- Sint Vitusstraat - vernoemd naar de Sint-Vituskerk.
- Siriusstraat - Sirius, helderste ster van de nachtelijke sterrenhemel
- Slangenweg - loopt vanaf de Raaweg in oostelijk richting naar de Oscar Romeolaan. Dankt zijn naam vanwege de kronkelige loop.
- Sluisweg - vernoemd naar de sluis in het Tienhovens Kanaal nabij buurtschap Egelshoek.
- Smidsteeg - smid, dankt zijn naam aan een daar gevestigde smederij.
- Snelliuslaan - Willebrord Snel van Royen, (Leiden, 1580 – aldaar, 30 oktober 1626), ook bekend onder zijn Latijnse naam Snellius, was een Nederlandse wis- en natuurkundige en astronoom.
- Soestdijkerstraatweg - Soestdijk, buurtschap bij Soest.
- Sonja Barendlaan - weg op het Media park vernoemd naar presentatrice Sonja Barend.
- Sophialaan - Koningin Sophie der Nederlanden
- Spanderslaan - weg door het Spanderswoud met beperkt verkeer.
- Sparrenlaan - Spar, geslacht uit de dennenfamilie (Pinaceae).
- Sparta - twee korte straatjes op het Arenapark, vernoemd naar de stad Sparta uit de Griekse oudheid.
- Spechtstraat specht, vogel
- Sperwerstraat - sperwer
- Spieghellaan - Hendrik Laurensz. Spiegel, Nederlands humanistisch schrijver en koopman.
- Spinozahof - Baruch Spinoza, (Amsterdam, 24 november 1632 – Den Haag, 21 februari 1677), was een Nederlands filosoof, wiskundige, politiek denker en lenzenslijper uit de vroege Verlichting.
- Spoorstraat - Spoorweg, loopt van Stationsstraat naar de Groest.
- Sportpark Crailoo - gebied tussen Hilversum en Bussum, bekend van Zanderij Crailoo.
- Spreeuwenstraat - spreeuw, vogel
- Spuisteeg - plek waar overtollig water kon worden geloosd.
- Stad en Landestraat - Stad en Lande
- Stadhouderslaan - stadhouder is een plaatsvervanger van de landsheer.
- Stalpaertstraat - Daniël Stalpaert (Amsterdam, 1615 - aldaar, 3 december 1676) was een Nederlandse architect.
- Staringlaan - Anthony Christiaan Winand Staring (dichter)
- Statenweg - weggetje nabij woonwagenkamp Egelshoek, vernoemd naar de Staten van Holland.
- Stationsstraat - Station Hilversum
- Steijnlaan - Marthinus Theunis Steyn, was president van de Oranje Vrijstaat van 1896 tot 1902.
- Stephensonlaan - George Stephenson, (Wylam-on-Tyne (Newcastle-upon-Tyne), 9 juni 1781 — Chesterfield, 12 augustus 1848) is bekend als uitvinder van de eerste praktisch toepasbare stoomlocomotief.
- Stieltjeslaan - Thomas Joannes Stieltjes sr., militair en, waterstaatkundig ingenieur.
- Stroeslaan - In 1955 genoemd naar Jan stroes, geboren op 14 februari 1902 te Winterswijk, overleden op 28 januari 1948 te Hilversum. Stroes was commandant van de  Landelijke Organisatie voor Hulp aan Onderduikers.
- Struisvogellaan - Struisvogel, loopvogel
- Struvestraat - Friedrich Georg Wilhelm Struve, (Altona, 15 april 1793 – Poelkovo, nabij Sint-Petersburg, 23 november 1864) was een Duits-Russisch astronoom.
- Sumatralaan - Sumatra, eiland van Indonesië.
- Surinamelaan - Suriname, land in Zuid-Amerika.
- Susannapark, vernoemd op verzoek van B.R.G. Bouricus die dit park aanlegde.
- Swammerdamstraat - Jan Swammerdam, Nederlands natuurwetenschapper, die het mechanisme van de ademhaling beschreef. Heette tot 1988 de zwaar verkrotte en daardoor qua naam beladen Palmstraat.
- Sweerlincklaan - Jan Pieterszoon Sweelinck, Nederlands componist en veelzijdig musicus.
- Sweerslaan - Isaac Sweers, Nederlands vlootvoogd

## T
- Taludweg - talud, dankt zijn naam aan het talud van de Gooise Vaart naar de Oude Haven.
- Tapijtstraat - tapijtindustrie te Hilversum.
- Ten Boomstraat - Christiaan Johannes ten Boom, geboren op 27 mei 1920 te Zuilen, overleden op 31 mei 1945 te Bergen-Belsen. Ten Boom was lid van een knokploeg van de L.O., en gearresteerd bij een schietpartij op de Duitsers. In 1955 is de Ten Boomstraat naar hem genoemd.
- Ten Katelaan - Jan Jakob Lodewijk ten Kate
- Tesselschadelaan - Maria Tesselschade Roemers Visscher, Nederlands dichteres en graveerder.
- Thebe - kort straat op het Arenapark, vernoemd naar de Egyptische stad Thebe uit de oudheid.
- Theresiahof - Theresia van Lisieux, Franse heilige en kerkleraar van de Rooms-Katholieke Kerk.
- Tineke de Nooijplantsoen - plantsoen op het Media Park vernoemd naar presentatrice Tineke de Nooij.
- Tjerk Hiddesweg - Tjerk Hiddes
- Tony van Verrestraat - straatje in de nieuwbouwwijk Anna's Hoeve, vernoemd naar programmamaker en componist Tony van Verre.
- Torenlaan, vernoemd naar de kerktoren van de Grote Kerk. Tot medio 19e eeuw heette deze laan Diepenweg.
- Tulpstraat - tulp, bloem
- Turfstraat - er is een hoog gedeelte en een laag gedeelte naast de Gooise Vaart, dankt zijn naam aan de turf uit Loosdrecht die daar werd gelost in de Oude Haven.

## U
- Utrechtseweg - was oorspronkelijk de weg van Hilversum naar Utrecht

## V
- Vaartweg - Vernoemd naar de Gooise Vaart. Tot medio 19e eeuw heette deze weg Moleneind.
- Van Almondelaan - Philips van Almonde (Den Briel, 29 december 1644 – Oegstgeest, 6 januari 1711) was een Nederlands vlootvoogd.
- Van Beuningenstraat - Coenraad van Beuningen (Amsterdam, 1622 - aldaar, 26 oktober 1693) was een Nederlandse diplomaat. In 1660 werd hij lid van de vroedschap en in 1668 schepen. Hij was burgemeester van Amsterdam in 1669, 1672, 1680, 1681, 1683 en 1684 en sinds 1681 bewindhebber bij de VOC.
- Van Brakellaan - Jan van Brakel, (?, 16?? - Slag bij Beachy Head, 10 juli 1690) was een Nederlands vlootvoogd.
- Van den Wall Bakelaan - Rudolf Willem Jan Cornelis van den Wall Bake, functionaris Hollandsche IJzeren Spoorweg-Maatschappij.
- Van der Helstlaan - Bartholomeus van der Helst, of Bartelt (1613 - 16 december 1670) was een Nederlands kunstschilder uit de Gouden Eeuw.
- Van der Laakenstraat - in 1955 genoemd naar Floris van der Laaken, geboren op 24 september 1919 te Amsterdam, gefusilleerd op 4 april 1945 te Hattem. Van der Laaken was lid van de verzetsgroep Radiogroep en zenders.
- Van der Welstraat - in 1959 genoemd naar Antonius Gerardus van der Wel, geboren op 16 april 1896 te Hellevoetsluis, gefusilleerd op 22 april 1945. Van der Wel had joodse onderduikers in huis.
- Van der Zaenlaan - Willem van der Zaen, (Amsterdam, 29 juni 1621 - voor de kust van Marokko, 17 maart 1669) was een Nederlandse schout-bij-nacht. Zijn naam wordt tegenwoordig ook gespeld als Van der Zaan.
- Van Dijkstraat - Vernoemd naar verzetsstrijder Pieter van Dijk, geboren op 26 april 1922 te Hilversum, overleden op 6 februari 1945 te Uithuizermeeden. Van Dijk was lid van een knokploeg van de L.O.
- Van Gangelenstraat - Jan Hendrikus van Gangelen, zoon van Hendrikus Gerrit van Gangelen en Margritha Sprong, geboren op 16 november 1886 te Leerdam, gefusilleerd op 4 februari 1945 te Naarden. Hij trouwde op 7 augustus 1913 te Leerdam met Geertruida Helena van Meeuwen, dochter van Huibert van Meeuwen en Bartje van den Berg. Hij hertrouwde in 1926 met G.W. Bekedam. Van Gangelen was drukker van Het Laatste Nieuws en lid van de verzetsgroep Pers. In 1955 is de Van Gangelenstraat naar hem genoemd.
- Van Gelderlaan - Evert van Gelder, vlootvoogd
- Van Ghentlaan - Willem Joseph van Ghent (Slot Gendt, 16 mei 1626 - Slag bij Solebay, 7 juni 1672) was een Nederlands admiraal uit de 17e eeuw.
- Van Hasseltlaan - Anne Karel Philips Frederik Robert van Hasselt, hoge functionaris van de Hollandsche IJzeren Spoorweg-Maatschappij.
- Van het Hoffplein - Jacobus van 't Hoff (Rotterdam, 30 augustus 1852 – Steglitz (Berlijn), 1 maart 1911) was een Nederlands scheikundige en winnaar van de eerste Nobelprijs voor de Scheikunde (1901). Hij wordt gezien als een van de grondleggers van de stereochemie en de fysische chemie.
- Van het Hoffstraat - zie hierboven
- Van Hogendorplaan - Gijsbert Karel van Hogendorp (Rotterdam, 27 oktober 1762 – Den Haag, 5 augustus 1834) was een Nederlands conservatief politicus, een telg uit het Rotterdamse geslacht Van Hogendorp. In 1813 vormde hij samen met Frans Adam van der Duyn van Maasdam en Leopold van Limburg Stirum het Driemanschap van 1813. Van Hogendorp was een van de opstellers van de Nederlandse Grondwetten van 1814 en 1815.
- Van Hoornstraat - Johan Verhoor, Nederlands koloniaal bewindsman
- Van Kinsbergenlaan - Jan Hendrik van Kinsbergen, een 18e-eeuwse Nederlandse officier.
- Van Leeuwenhoekstraat - Antoni van Leeuwenhoek (Delft, 24 oktober 1632 – aldaar, 26 augustus 1723) was een Nederlandse handelsman, landmeter, wijnroeier, glasblazer en microbioloog. Van Leeuwenhoek is vooral bekend door zijn zelf gefabriceerde microscoop en zijn pionierswerk voor de celbiologie en de microbiologie.
- Van Limburg Stirumstraat - Limburg-Stirum is een van oorsprong Duits geslacht dat behoort tot de Nederlandse, Belgische en historische Duitse adel.
- Van Linschotenlaan - Jan Huygen van Linschoten (Haarlem, ca. 1563 - Enkhuizen, 8 februari 1611) was een Nederlandse boekhouder, koopman, ontdekkingsreiziger, tekenaar en schrijver die aan de wieg heeft gestaan van de Nederlandse zeevaart naar Azië
- Van Musschenbroekstraat - Pieter van Musschenbroeck (Leiden, 14 maart 1692 – aldaar, 19 september 1761) was een Nederlandse medicus, wis- en natuurkundige, meteoroloog en astronoom.
- Van Neslaan - Aert Jansse van Nes (Rotterdam, ged. 13 april 1626 - aldaar, 13 of 14 september 1693) was een Nederlandse marineofficier uit de 17e eeuw.
- Van Nijenrodestraat - Gijsbrecht II van Nijenrode (ca. 1331 - 1396), de 4e heer en kastelein van Nijenrode en een van de hoofdondertekenaars van de Kabeljauwse verbondsakte
- Van Oldenbarneveltlaan - Johan van Oldenbarnevelt, (Amersfoort, 14 september 1547 – Den Haag, 13 mei 1619), geboren als Johan van Oudenbarnevelt, was raadpensionaris van de Staten-Generaal tijdens de Tachtigjarige Oorlog.
- Van Ostadelaan - Adriaen van Ostade (gedoopt Haarlem, 10 december 1610 - aldaar, 28 april 1685) is een van de belangrijkste Nederlandse schilders van de gouden eeuw.
- Van Riebeeckweg - Jan van Riebeeck (Culemborg, 21 april 1619 – Batavia, 18 januari 1677) was een Nederlands chirurgijn en koopman in dienst van de Vereenigde Oostindische Compagnie (VOC).
- Van Speijklaan - Jan van Speijk, een Nederlandse kanonneerbootcommandant die zijn eigen schip opblies
- Van Strijlandstraat - in 1959 genoemd naar Gijsbertus van Strijland, geboren op 27 december 1905 te Nijkerk, overleden op 5 mei 1945. Van Strijland was leider van de knokploeg in Hilversum.
- Van Wassenaerlaan - Wassenaer is de naam van het oudste adellijk geslacht in het graafschap Holland, dat voor het eerst vermeld wordt op 3 november 1200.
- Varenmeent - Varens, groep van vaatplanten.
- Van der Duyn van Maasdamstraat - Frans Adam van der Duyn van Maasdam, heer van Maasdam (Deventer, 13 april 1771 - 's-Gravenhage, 19 december 1848) was een lid van de familie Van der Duyn en officier en kamerheer van de erfprins, die na het vertrek van de Fransen eind 1813 in een driemanschap met Gijsbert Karel van Hogendorp en Leopold van Limburg Stirum het Voorlopig Bewind vormde.
- Van der Sande Bakhuyzenstraat - Hendricus Gerardus van de Sande Bakhuyzen' (Den Haag, 2 april 1838 – Leiden, 8 januari 1923) was een Nederlandse astronoom.
- Van Yssumstraat - Johannes Wilhelmus van Yssum, predikant en schrijver, reconstrueerde de doop, trouw en lidmatenboeken na de grote brand van 1725.
- Veenshof -  vernoemd naar Gerrit Franz. Veen, een Hilversums fabrikeur die bij de Groest een woningcomplex liet bouwen voor de armen.
- Veerstraat - dankt zijn naam aan het veerhuis dat daar was, waar schippers hun opdrachten kwamen halen.
- Vennecoolstraat - Steven Vennecool (Amsterdam, 1657? - aldaar begraven op 7 maart 1719) was een Nederlands bouwmeester. Hij wordt wel de laatste van de rij grote architecten uit de 17e eeuw genoemd.
- Verbindingslaan - Nieuwe weg op het Lucentterrein, zowel verwijzend naar de verbindingen die Lucent produceerde, als zijnde de verbinding van de Larenseweg met de Jan van der Heijdenstraat.
- Verlengde Zuiderloswal - weg in de nieuwe haven van Hilversum.
- Vermeerlaan - Johannes Vermeer, kunstschilder
- Vernhoutstraat - in 1959 genoemd naar Hendrik Jan Vernhout, geboren op 19 augustus 1903 te Zwolle, overleden op 15 december 1944 in het concentratiekamp Neuengamme. Vernhout was lid van de groep, die het illegale blad Christofoor uitbracht.
- Verschurestraat - in 1955 genoemd naar Joannes Adrianus Cornelis Bernardus Verschure, geboren op 7 juni 1893 te 's-Hertogenbosch, overleden op 29 april 1945 te Bergen-Belsen. Verschure was lid van de Orde Dienst en oprichter van verscheidene illegale bladen. Jan Verschure
- Vincent van Goghpad, nieuwe straat nabij Acaciapark, vernoemd naar kunstschilder Vincent van Gogh.
- Vingboonsstraat - Philips Vingboons. Nederlandse architect
- Vinkenstraat - vogel
- Violenstraat - bloem
- Vlindermeent - vlinder, orde van gevleugelde insecten.
- Vogelpan - vernoemd naar de veldnaam In de vogelpan.
- Voltastraat - Alessandro Volta, een Italiaans natuurkundige
- Vosmaerlaan - Jacob Vosmaer (schilder) (Delft, ca. 1584 - aldaar, 1641) was een Nederlands kunstschilder uit de periode van de Gouden Eeuw. Hij zou zijn begonnen als landschapsschilder, maar is vooral bekend geworden door zijn bloemstillevens.
- Vossenstraat - inheems roofdier
- Vreelandseweg, weg naar Vreeland, gaat over in de Provinciale weg 201.
- Vuurvlindermeent - vuurvlinder, vlinder uit de familie Lycaenidae.

## W
- W C Bradelaan - W.C. Brade, civiel ingenieur en architect
- Wagenmakersplein -
- Wagenmakerssteeg - in de oorspronkelijke Wagenmakerssteeg woonde ooit een wagenmaker. Tot medio 20e eeuw heette deze steeg Wagenmakerssteegje.
- Wagnerlaan - Richard Wagner, Duits componist.
- Waldecklaan - genoemd naar Waldeck-Pyrmont, de familienaam van koningin Emma
- Wandelmeent - wandelpad met beperkt verkeer in de Hilversumse Meent.
- Wandelpad - in 1876 zo genoemd omdat men over dit pad wandelde langs het spoor.
- Wattstraat - in 1921 genoemd naar de Britse uitvinder James Watt.
- Weberstraat - in 1940 genoemd naar de Duitse natuurkundige Wilhelm Weber.
- Weg op de Egelshoek (gaat over in de weg Egelshoek)
- Weg over Anna's Hoeve - loopt door het park en natuurgebied Anna's Hoeve.
- Wegastraat - Wega, (alpha Lyrae) is de helderste ster in het sterrenbeeld Lier (Lyra) en een van de helderste van de noordelijke hemel.
- Wernerlaan - in 1902 genoemd naar Werner van Drakenborch die daar volgens een legende in de veertiende eeuw een hoeve bouwde.
- Wesselstraat - in 1955 genoemd naar Isaak Wessel, geboren op 11 januari 1920 te Hilversum, overleden op 7 mei 1945 te Hilversum. Wessel was lid van het studentenverzet.
- Weversweg - weg op het terrein van een voormalige tapijtweverij van de firma Matawit.
- Wezellaan - wezel, roofdiertje.
- Wilhelminastraat - In 1895 genoemd naar het daar gevestigde Hotel Wilhelmina (dat in 1880 was genoemd naar de later koningin Wilhelmina).
- Willem Barentszweg - Willem Barentsz, (Formerum, ±1550 - Nova Zembla, 20 juni 1597) was een Nederlandse zeevaarder en ontdekkingsreiziger (poolonderzoeker), die drie reizen maakte om de Noordoostelijke Doorvaart te vinden, waarbij hij de kusten van Nova Zembla verkende en Bereneiland en Spitsbergen ontdekte.
- Willem Bontekoestraat - Willem IJsbrantsz. Bontekoe, (Hoorn, 1587 - aldaar, 1657) was een Hoorns schipper en koopman.
- Willibrorduslaan - in 1973 genoemd naar de heilige Willibrordus.
- Wim T. Schippersplaatsje - Wim T. Schippers (Groningen, 1 juli 1942) is een Nederlands televisiemaker, radiomaker, schrijver en beeldend kunstenaar.
- Wisseloordlaan, vernoemd naar de daar aanwezige villa Wisseloord aan de 's Gravelandseweg.
- Witte Kruislaan, vernoemd naar de Noordhollandse Vereeniging Het Witte Kruis, exploitant van herstellingsoord Heideheuvel.
- Wirixstraat - René Wirix, (Den Haag, 30 december 1902 – Amsterdam, 16 december 1941) was een Nederlandse verzetsstrijder tijdens de Tweede Wereldoorlog.
- Wolterus Dullpad - Wolterus Dull, geboren op 5 juni 1917 te Batavia, overleden op 29 oktober 1944 te Kassel (Duitsland). Dull was in het verzet bekend onder de schuilnaam Kick. Dull was lid van de sabotageploeg Het Gooi, en legde zich vooral toe op het vervalsen van persoonsbewijzen. In 1959 is het Wolterus Dullpad naar hem genoemd.
- Wolvenlaan - genoemd naar de wolf.

## IJ
- IJsvogelstraat, ijsvogel, klein waterminnende vogel.

## Z
- Zadelstraat - dankt zijn naam aan de vorm van een zadel.
- Zeedijk - heel oude benaming waarvan de herkomst niet met zekerheid is vast te stellen; de locatie fungeerde wellicht als buffer voor overtollig regenwater.
- Zeevaertweg - algemene term uit de zeevaart.
- Zeggemeent - zegge, grassoort
- Zeshoven - zeshoven genoemd naar een voormalig zusterhuis van het RKZ dat hier heeft gestaan.
- Zevenbergen - vernoemd naar de Zeven bergies, grafheuvels op de hei tussen Hilversum en Laren.
- Zeverijnplantsoen - vernoemd naar Christiaan Chr. Zeverijn, directeur Cultuutmaatschappij De Vorstenlanden.
- Zeverijnstraat -
- Zilvermeeuwstraat - zilvermeeuw, grote meeuwensoort.
- Zinniastraat - zinnia,geslacht van 20 soorten eenjarige en vaste planten uit de familie der Asteraceae.
- Zon en Maanstraat - vermoedelijk vernoemd naar een in die straat aanwezige winkel-woonhuis Zon en Maan.
- Zonnebloemstraat, zonnebloem, is een tot 3 meter hoge, eenjarige plant uit de composietenfamilie.
- Zonnelaan - vernoemd naar de Zon, ster en middelpunt van het zonnestelsel.
- Zoutmanlaan - Johan Zoutman, schout-bij-nacht van Holland en West-Friesland en vlootvoogd tijdens de Vierde Engels-Nederlandse Oorlog.
- Zwaluwplein - zwaluw, familie uit de orde van zangvogels.
- Zwaluwstraat -
- Zwinglilaan - Huldrych Zwingli (1484 - 1531) was een belangrijke Zwitserse reformator.
- Zuidermeent - deel van de zuidelijke ringweg in Hilversumse Meent.
- Zuiderweg - werd zo genoemd vanwege de ligging ten zuiden van het station.
- Zuivelpad - zijstraatje van de Larenseweg, vernoemd naar de voormalige melkfabriek aldaar.